# Konan N'Dri
Konan Ignace Jocelyn N’dri (27 oktober 2000) is een Ivoriaanse voetballer die sinds februari 2025 uitkomt voor US Lecce.

## Carrière
KAS Eupen nam N'dri in januari 2019 samen met Sibiry Keita over van het Senegalese Aspire Academy, waarmee de Belgische club samenwerkt. Op 3 maart 2019 mocht hij van trainer Claude Makélélé zijn debuut in Eerste klasse maken: tegen Antwerp FC viel hij in de 76e minuut in voor Eric Ocansey. In Play-off 2 mocht hij vervolgens acht wedstrijden spelen. Vanaf het seizoen 2020/21 groeide N'Dri uit tot een vaste waarde bij de Oostkantonners.
In de zomer van 2023 maakte N'Dri de overstap naar reeksgenoot Oud-Heverlee Leuven. In zijn debuutseizoen in Leuvense loondienst was N'Dri vooral invaller. In zijn tweede seizoen kreeg de Ivoriaan meer speeltijd, wat ook zijn statistieken ten goede kwam: bij de jaarwisseling had hij vier doelpunten in alle competities staan, enkel Chukwubuikem Ikwuemesi deed op dat moment beter. De drie competitiedoelpunten van N'Dri hadden bovendien alle drie voor puntenwinst gezorgd: in de 2-0-zege tegen Standard Luik opende hij op het halfuur de score, en in het 1-1-gelijkspel tegen KV Kortrijk en de 1-0-zege tegen Sporting Charleroi scoorde hij het enige Leuvense doelpunt.
Op 2 februari 2025 kondigde OH Leuven aan dat N'Dri de overstap maakte naar de Italiaanse eersteklasser US Lecce.

## Clubstatistieken
| Seizoen         | Club            | Competitie         | Competitie | Competitie | Beker | Beker | Supercup | Supercup | Europees | Europees | Totaal | Totaal |
| Seizoen         | Club            | Competitie         | Wed.       | Dlp.       | Wed.  | Dlp.  | Wed.     | Dlp.     | Wed.     | Dlp.     | Wed.   | Dlp.   |
| --------------- | --------------- | ------------------ | ---------- | ---------- | ----- | ----- | -------- | -------- | -------- | -------- | ------ | ------ |
| 2018/19         | KAS Eupen       | Jupiler Pro League | 9          | 0          | 0     | 0     | —        | —        | —        | —        | 9      | 0      |
| 2019/20         | KAS Eupen       | Jupiler Pro League | 3          | 0          | 1     | 0     | —        | —        | —        | —        | 4      | 0      |
| 2020/21         | KAS Eupen       | Jupiler Pro League | 33         | 1          | 3     | 0     | —        | —        | —        | —        | 36     | 1      |
| 2021/22         | KAS Eupen       | Jupiler Pro League | 31         | 1          | 5     | 0     | —        | —        | —        | —        | 36     | 1      |
| 2022/23         | KAS Eupen       | Jupiler Pro League | 33         | 7          | 1     | 0     | —        | —        | —        | —        | 34     | 7      |
| 2023/24         | OH Leuven       | Jupiler Pro League | 19         | 0          | 3     | 1     | —        | —        | —        | —        | 22     | 1      |
| 2024/25         | OH Leuven       | Jupiler Pro League | 24         | 3          | 3     | 1     | —        | —        | —        | —        | 27     | 4      |
| 2024/25         | US Lecce        | Serie A            | 3          | 0          | 0     | 0     | —        | —        | —        | —        | 3      | 0      |
| Carrière totaal | Carrière totaal | Carrière totaal    | 155        | 12         | 16    | 2     | 0        | 0        | 0        | 0        | 171    | 14     |

Bijgewerkt op 3 maart 2025.